# Kungaspelet från Ur

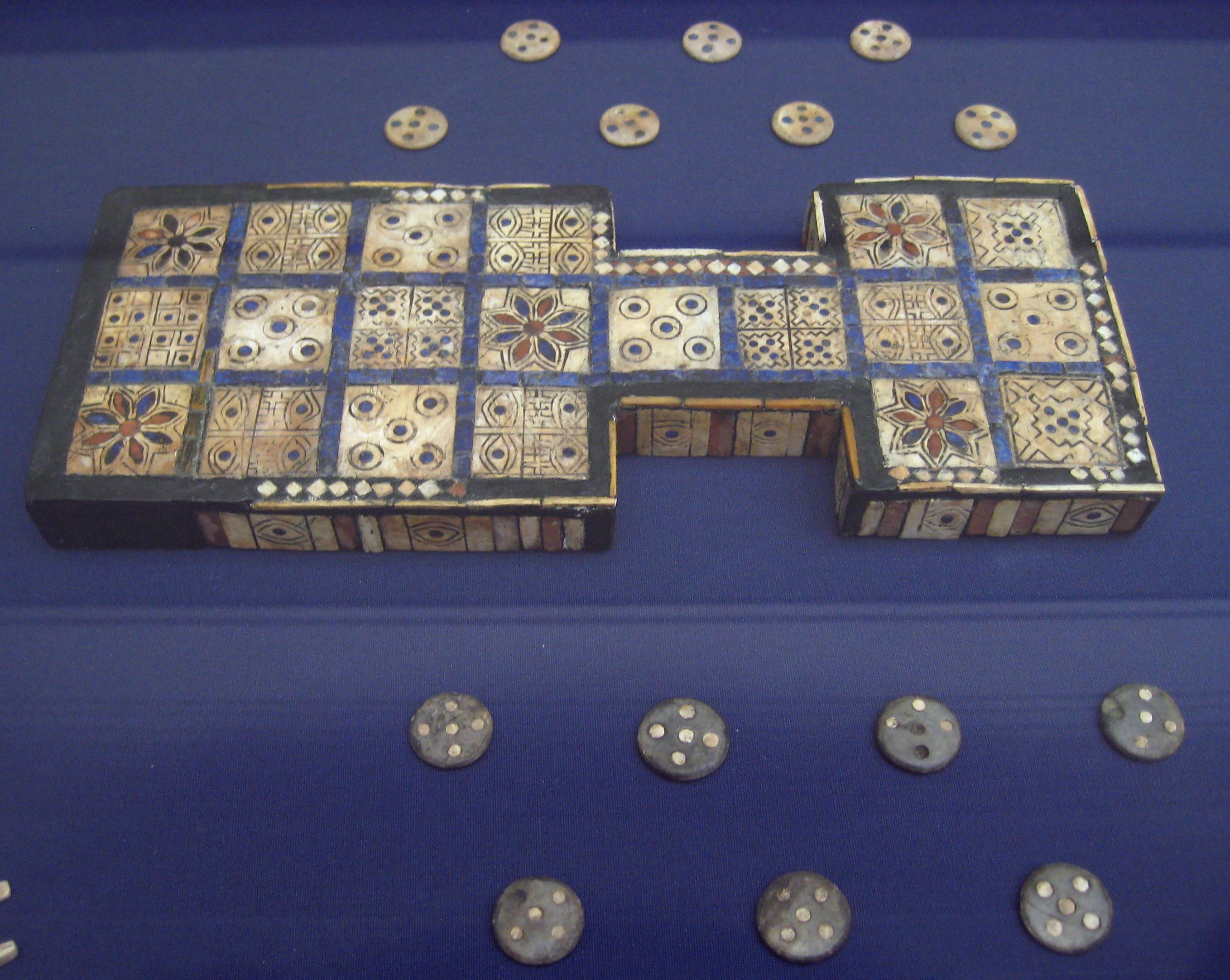
Spelbräde och pjäser till kungaspelet från Ur (British Museum, London).

Kungaspelet från Ur, alternativt det kungliga spelet från Ur eller tjugo rutor, är nutida benämningar på ett brädspel som spelades i Mesopotamien för cirka 4500 år sedan. Ett antal rikt dekorerade spelbräden till detta spel, med tillhörande spelpjäser och tärningar, hittades på 1920-talet vid utgrävningar i den gamla sumeriska staden Ur.

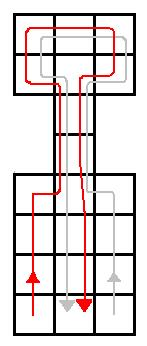
En rekonstruktion av pjäsernas gång.

En alternativ rekonstruktion av pjäsernas gång.

Enligt de spelregler som har rekonstruerats är spelet avsett för två spelare, som med ledning av tärningskast ska flytta sju pjäser var längs brädets rutor från start till mål. Tärningarna, som är utformade som tetraedrar, är tre till antalet. Varje tärning har två markerade och två omarkerade spetsar, och det antal steg som pjäserna får flyttas styrs av hur många markerade spetsar som hamnat uppåt efter kastet. 
Om en pjäs flyttas till en ruta där en av motspelarens pjäser står och som är på väg i samma riktning, måste motspelarpjäsen börja om från början. En pjäs som står på en av de fem rutor som har ett rosettmönster kan dock inte bli slagen. När en pjäs kommit fram till den sista rutan krävs ett kast med tre omarkerade spetsar uppåt för att pjäsen avslutningsvis ska kunna lämna spelbrädet. Den spelare som blir först med att få ut alla sina pjäser från brädet vinner spelet.